# Topasses

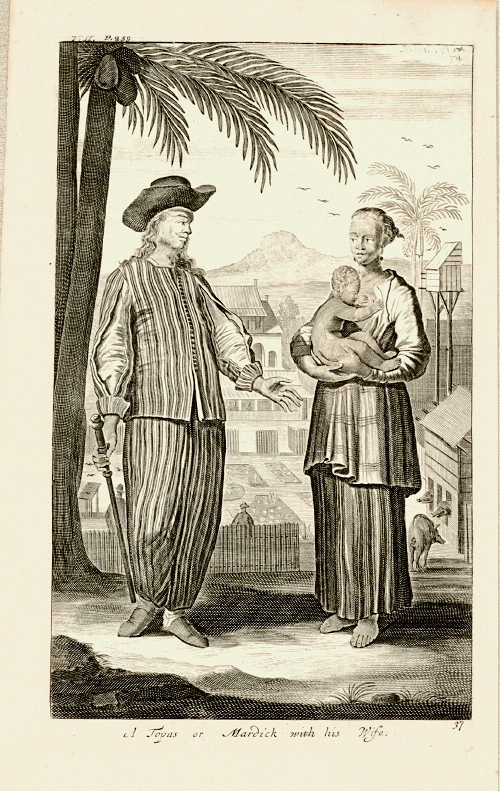
Um Topas ou Mardick com sua esposa (J. Nieuhof, século XVII)

Topasses (também conhecido como Tupasses, Topas, Topaz) foram um grupo de pessoas na Ásia que clamavam ter ascendência portuguesa ou tinham conhecimentos da cultura e da língua portuguesa. Eram encontrados em vários lugares do sul e sudeste da Ásia como e Goa, Malacca e Batavia. 
Em particular, eles estão associados com o grupo português etnicamente misto, que dominou a política em Timor nos séculos 17 e 18.
A etimologia do nome é obscuro. Pode vir do termo Tamil tuppasi "bilíngue" ou "intérprete".

## Literatura
- (português) Leitão, Humberto (1948), Os Portugueses en Solor e Timor de 1515 a 1702, Lisboa: Liga dos Combatantes da Grande Guerra.
- (português) Matos, Artur Teodoro de (1974), Timor Portugues, 1515-1769, Lisboa: Instituto Histórico Infante Dom Henrique.
- Predefinição:Nl icon Roever, Arend de (2002), De jacht op sandelhout: De VOC en de tweedeling van Timor in de zeventiende eeuw, Zutphen: Walburg Pers.
- Yule, Henry, & Burnell, A.C. 1996), Hobson-Jobson. The Anglo-Indian Dictionary, Ware: Wordsworth.